# Anastasija Bicenko

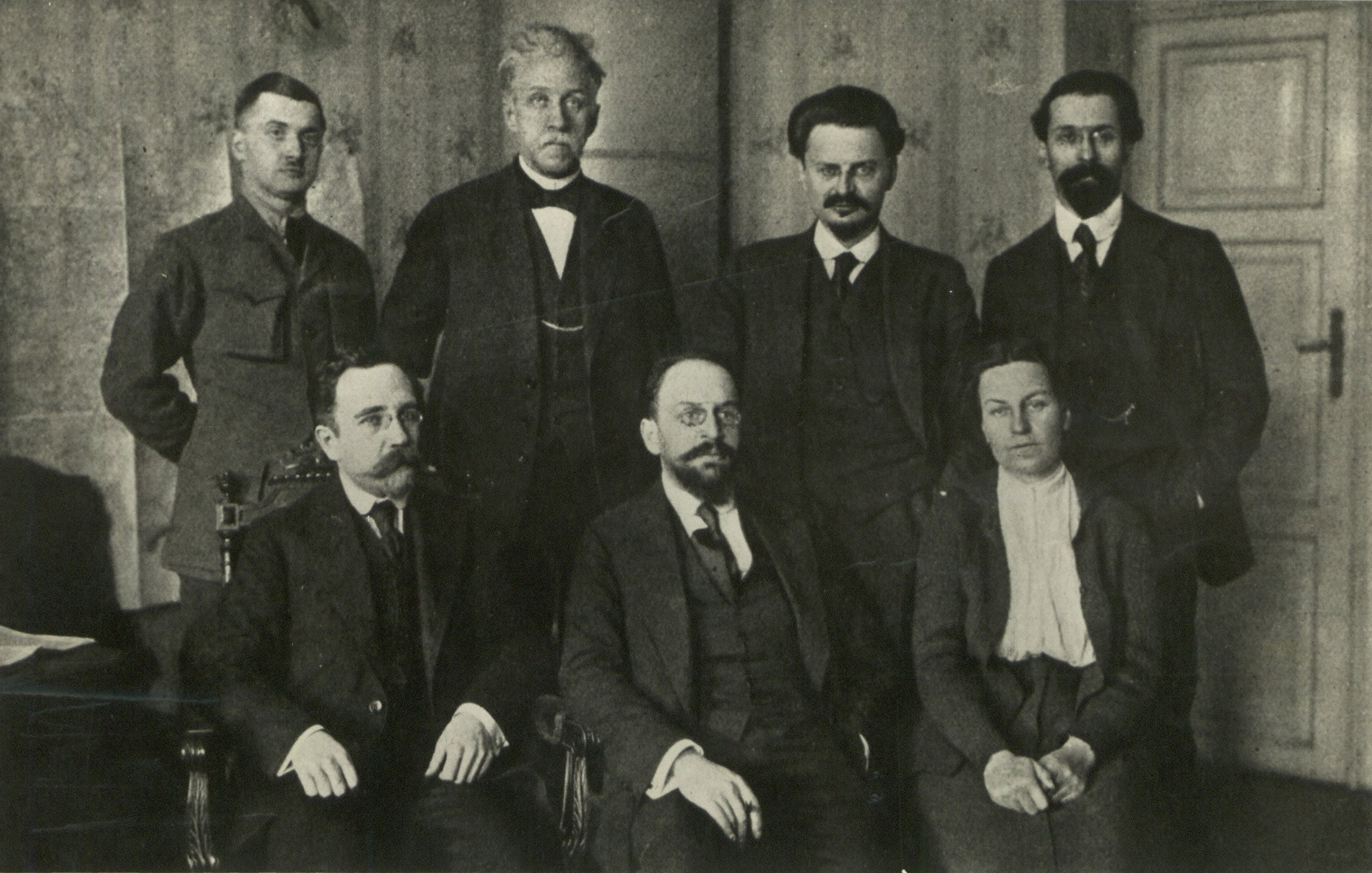
Delegacja sowiecka na rokowania pokojowe w Brześciu, 15 stycznia 1918. Siedzą od lewej: Lew Kamieniew, Adolf Joffe, Anastasija Bicenko. Stoją od lewej: Lipski, Pēteris Stučka, Lew Trocki i Lew Karachan.

Anastasija Aleksiejewna Bicenko zd. Kamierinska lub Kamorista (ur. 29 października 1875 w Aleksandrowce w ujeździe bachmuckim guberni jekaterynosławskiej, zm. 16 czerwca 1938 w Kommunarce) – rosyjska rewolucjonistka, uczestniczka zamachu na gen. Wiktora Sacharowa, działaczka partii eserowskiej, a następnie bolszewickiej.

## Życiorys
Pochodziła z chłopskiej rodziny. Ukończyła gimnazjum. W wieku 27 lat wstąpiła do Partii Socjalistów-Rewolucjonistów (eserowców), działała w komitecie partyjnym w Smoleńsku (1902-1903), Petersburgu (1903-1904), Moskwie (1905). 22 listopada 1905 dokonała udanego zamachu na gen. Wiktora Sacharowa, którego eserowcy postanowili zabić w odwecie za przeprowadzoną przez niego pacyfikację buntu chłopskiego w guberni saratowskiej. Została aresztowana i skazana na śmierć, jednak karę zamieniono jej na dożywotnią katorgę. Odzyskała wolność po rewolucji lutowej i obaleniu caratu.
Zasiadała w radzie robotniczej i żołnierskiej w Czycie, kierowała w jej strukturze komisją ds. oświaty. W maju-czerwcu 1917 była delegatką na zjazd Partii Socjalistów-Rewolucjonistów z obwodu zabajkalskiego. Wzięła czynny udział w walkach podczas rewolucji październikowej w Moskwie. W listopadzie przystąpiła do lewicowych eserowców i została wybrana do komitetu centralnego partii. Bez powodzenia startowała w demokratycznych wyborach do Konstytuanty w listopadzie 1917. Zasiadała w redakcji pisma lewych eserów "Nasz Put'".
Była członkinią delegacji radzieckiej podczas negocjacji pokojowych poprzedzających podpisanie pokoju brzeskiego. Od marca do czerwca 1918 była zastępcą przewodniczącego Rady Komisarzy Ludowych Moskwy i obwodu moskiewskiego, wykładowczynią partyjnej szkoły propagandzistów i współpracownicą pisma partyjnego "Sztandar Pracy". Opowiadała się za bliską współpracą z bolszewikami. W lipcu 1918 potępiła powstanie lewicowych eserowców, zaś w listopadzie, z rekomendacji Jakowa Swierdłowa, została przyjęta do partii bolszewickiej. Podczas procesu lewicowych eserowców w 1922 wspólnie z Nikołajem Bucharinem broniła tych działaczy partyjnych, którzy odrzucili linię polityczną i metody działania partii.
Ukończyła Instytut Czerwonej Profesury i do 1938 pracowała w strukturach partyjnych i państwowych. 8 lutego 1938, podczas Wielkiej Czystki, została aresztowana przez NKWD, oskarżona o przynależność do eserowskiej organizacji terrorystycznej, 16 czerwca 1938 skazana przez Kolegium Wojskowe Sądu Najwyższego ZSRR na śmierć. Stracona w miejscu egzekucji Kommunarka tego samego dnia.
17 października 1961 zrehabilitowana postanowieniem Kolegium Wojskowego SN ZSRR.